# Ludwik Brunett
Ludwik Brunett herbu Krolodar – porucznik w powstaniu kościuszkowskim, chorąży Gwardii Konnej Koronnej w 1791 roku, członek loży wolnomularskiej Cnota Uwieńczona w 1821 roku.
W 1790 otrzymał indygenat.